# Museu Arqueológico de La Gomera
O Museo Arqueológico de La Gomera é um museu situado em San Sebastián de La Gomera, Espanha. Tem sede na Casa Echeverría, um solar construído no século XVIII e centra-se na cultura dos Gomeros, o antigo povo da ilha. Foi fundado em 25 de abril de 2007 com o objetivo de reunir as peças existentes e de funcionar como centro de investigação arqueológica da ilha.
O museu é propriedade pública e administrado pelo Cabildo Insular de La Gomera, em particular pelo seu Serviço de Patrimônio Histórico.